# Episodi di Io e i miei tre figli (quinta stagione)
La quinta stagione della serie televisiva Io e i miei tre figli (My Three Sons) è andata in onda negli Stati Uniti dal 17 settembre 1964 al 20 maggio 1965 sulla ABC.
| nº | Titolo originale               | Prima TV USA      | Titolo italiano | Prima TV Italia |
| -- | ------------------------------ | ----------------- | --------------- | --------------- |
| 1  | Caribbean Cruise               | 17 settembre 1964 |                 |                 |
| 2  | A Serious Girl                 | 24 settembre 1964 |                 |                 |
| 3  | The Practical Shower           | 1º ottobre 1964   |                 |                 |
| 4  | Dublin's Fair City: Part 1     | 8 ottobre 1964    |                 |                 |
| 5  | Dublin's Fair City: Part 2     | 15 ottobre 1964   |                 |                 |
| 6  | One of Our Moose Is Missing    | 22 ottobre 1964   |                 |                 |
| 7  | Lady President                 | 29 ottobre 1964   |                 |                 |
| 8  | A Touch of Larceny             | 5 novembre 1964   |                 |                 |
| 9  | Goodbye Again                  | 12 novembre 1964  |                 |                 |
| 10 | The Coffee House Set           | 19 novembre 1964  |                 |                 |
| 11 | The Lotus Blossom              | 26 novembre 1964  |                 |                 |
| 12 | First, You're a Tadpole        | 3 dicembre 1964   |                 |                 |
| 13 | You're in My Power             | 10 dicembre 1964  |                 |                 |
| 14 | The In-Law Whammy              | 17 dicembre 1964  |                 |                 |
| 15 | Robbie and the Nurse           | 24 dicembre 1964  |                 |                 |
| 16 | Divorce, Bryant Park Style     | 31 dicembre 1964  |                 |                 |
| 17 | A Woman's Work                 | 7 gennaio 1965    |                 |                 |
| 18 | Here Comes Charley             | 14 gennaio 1965   |                 |                 |
| 19 | Charley and the Kid            | 21 gennaio 1965   |                 |                 |
| 20 | He Wanted Wings                | 28 gennaio 1965   |                 |                 |
| 21 | Be My Guest                    | 4 febbraio 1965   |                 |                 |
| 22 | Lady in the Air                | 11 febbraio 1965  |                 |                 |
| 23 | Hawaiian Cruise                | 18 febbraio 1965  |                 |                 |
| 24 | The Teenagers                  | 25 febbraio 1965  |                 |                 |
| 25 | Mexico Ole                     | 4 marzo 1965      |                 |                 |
| 26 | The Fountain of Youth          | 11 marzo 1965     |                 |                 |
| 27 | It's a Dog's Life              | 18 marzo 1965     |                 |                 |
| 28 | The Sure Thing                 | 25 marzo 1965     |                 |                 |
| 29 | Chip, the Trapper              | 1º aprile 1965    |                 |                 |
| 30 | Steve and the Computer         | 8 aprile 1965     |                 |                 |
| 31 | Tramp and the Prince           | 15 aprile 1965    |                 |                 |
| 32 | Chip O' the Islands            | 22 aprile 1965    |                 |                 |
| 33 | The Glass Sneaker              | 29 aprile 1965    |                 |                 |
| 34 | All the Weddings               | 6 maggio 1965     |                 |                 |
| 35 | The Leopard's Spots            | 13 maggio 1965    |                 |                 |
| 36 | Uncle Charley and the Redskins | 20 maggio 1965    |                 |                 |

## Caribbean Cruise
- Prima televisiva: 17 settembre 1964

### Trama
- Guest star: Olan Soule (Sam), Walter Reed (Roy Davis), Kathleen Crowley (Lois Wilson), Jane Dulo (Marie Pomeroy), Muriel Landers (Claudia Marcus), Byron Morrow (ufficiale), Mary Wickes (Jeri Schronk)

## A Serious Girl
- Prima televisiva: 24 settembre 1964

### Trama
- Guest star: Marta Kristen (Lorraine Pendleton), Hank Jones (Pete), Russ Bender (Carl), Ronnie Haran (Dottie), Pitt Herbert (impiegato), Natalie Masters (Margaret Pendleton)

## The Practical Shower
- Prima televisiva: 1º ottobre 1964

### Trama
- Guest star: Meredith MacRae (Sally Ann Morrison), Shirley O'Hara (Miss Olander), Ezelle Poule (zia Alice)

## Dublin's Fair City: Part 1
- Prima televisiva: 8 ottobre 1964

### Trama
- Guest star: Jeanette Nolan (zia Kate), Mariette Hartley (Mary Kathleen Connolly), Robert Emhardt (Michael O'Casey), Sandy Wirth (hostess)

## Dublin's Fair City: Part 2
- Prima televisiva: 15 ottobre 1964

### Trama
- Guest star: Robert Emhardt (Michael O'Casey), Mariette Hartley (Mary Kathleen Connolly), Jeanette Nolan (zia Kate)

## One of Our Moose Is Missing
- Prima televisiva: 22 ottobre 1964

### Trama
- Guest star: Kevin Brodie (Larry), Brian Corcoran (Andy), Allyn Joslyn (George Summers)

## Lady President
- Prima televisiva: 29 ottobre 1964

### Trama
- Guest star: Brian Corcoran (Jerry), Betsy Jones-Moreland (Congresswoman Barbara Maitland), Joan Vohs (Miss Fleming)

## A Touch of Larceny
- Prima televisiva: 5 novembre 1964

### Trama
- Guest star: Templeton Fox (Mrs. Rasmussen), Hope Summers (Mrs. Donaldson), Carleton Young (Henry)

## Goodbye Again
- Prima televisiva: 12 novembre 1964

### Trama
- Guest star: Meredith MacRae (Sally Ann Morrison), Cynthia Pepper (Jean Pearson)

## The Coffee House Set
- Prima televisiva: 19 novembre 1964

### Trama
- Guest star: Jamie Farr (Itchie), Hank Jones (Pete)

## The Lotus Blossom
- Prima televisiva: 26 novembre 1964

### Trama
- Guest star: Benson Fong (Ray Wong), Beulah Quo (Alice Wong)

## First, You're a Tadpole
- Prima televisiva: 3 dicembre 1964

### Trama
- Guest star: Meredith MacRae (Sally Ann Morrison), Grace Lenard (Saleslady), Charla Doherty (Ellen), Mike Minor (Stanley)

## You're in My Power
- Prima televisiva: 10 dicembre 1964

### Trama
- Guest star: Sandy Descher (Marjorie), Barbara Perry (Mrs. Thompson)

## The In-Law Whammy
- Prima televisiva: 17 dicembre 1964

### Trama
- Guest star: Meredith MacRae (Sally Ann Morrison), Gil Lamb (uomo), Paul Barselou (uomo), Barry Brooks (sergente-at-arms), Sebastian Cabot (Tom Morrison), Charles Fredericks (Club Presidents), Orville Sherman (Mark Felson)

## Robbie and the Nurse
- Prima televisiva: 24 dicembre 1964

### Trama
- Guest star: Danielle De Metz (Yvonne Philip), Mary Anne Durkin (Linda Sue Clark)

## Divorce, Bryant Park Style
- Prima televisiva: 31 dicembre 1964

### Trama
- Guest star: Meredith MacRae (Sally Ann Morrison), Freeman Lusk (giudice), Indus Arthur (Francie Sears), David Brandon (Mr. Kramer), Templeton Fox (Mrs. Marfield), Robert Shayne (Mr. Marfield)

## A Woman's Work
- Prima televisiva: 7 gennaio 1965

### Trama
- Guest star: Adelina Pedroza (Ruth-Ellen McPhister), Johnny Silver (Vendor)

## Here Comes Charley
- Prima televisiva: 14 gennaio 1965

### Trama
- Guest star: Reta Shaw (Fedocia Barnett), Joan Vohs (insegnante)

## Charley and the Kid
- Prima televisiva: 21 gennaio 1965

### Trama
- Guest star: Gail Bonney (Mrs. Anderson)

## He Wanted Wings
- Prima televisiva: 28 gennaio 1965

### Trama
- Guest star:

## Be My Guest
- Prima televisiva: 4 febbraio 1965

### Trama
- Guest star: John Gallaudet (George Cleveland), Gigi Perreau (Polly Andrews)

## Lady in the Air
- Prima televisiva: 11 febbraio 1965

### Trama
- Guest star: Dianne Foster (Trudy Bennett), William Keene (Mr. Eames), George Takei (Ham Radio Operator)

## Hawaiian Cruise
- Prima televisiva: 18 febbraio 1965

### Trama
- Guest star: Sara Taft (Mrs. Gavin), Olan Soule (Travel Clerk), Francesca Bellini (Miss Drake), Coleen Gray (Miss Lovett), Bill Quinn (dottor Miller), Carleton Young (Joe)

## The Teenagers
- Prima televisiva: 25 febbraio 1965

### Trama
- Guest star: Gloria Clark, Hank Jones (Pete), Susan Gordon (Eloise Patterson), Tommy Alexander, James Halferty, Viola Harris, Lesley-Marie Colburn (Frieda), Patrick Moore

## Mexico Ole
- Prima televisiva: 4 marzo 1965

### Trama
- Guest star: Alma Beltran (Senora Romero), Robert Tafur (Senor Romero)

## The Fountain of Youth
- Prima televisiva: 11 marzo 1965

### Trama
- Guest star: Zeme North (Cynthia), Gloria Swanson (Margaret McSterling)

## It's a Dog's Life
- Prima televisiva: 18 marzo 1965

### Trama
- Guest star: Torin Thatcher (Sir George Heather)

## The Sure Thing
- Prima televisiva: 25 marzo 1965

### Trama
- Guest star: Andy Devine (colonnello Parker), Sidney Clute (Bert Henderson), Stanley Clements (Johnny), Ned Glass (Muller)

## Chip, the Trapper
- Prima televisiva: 1º aprile 1965

### Trama
- Guest star:

## Steve and the Computer
- Prima televisiva: 8 aprile 1965

### Trama
- Guest star: Kip King (Al), Meredith MacRae (Sally Ann Morrison), Julie Parrish (Laura Lee Royce)

## Tramp and the Prince
- Prima televisiva: 15 aprile 1965

### Trama
- Guest star: Burt Mustin (Potts)

## Chip O' the Islands
- Prima televisiva: 22 aprile 1965

### Trama
- Guest star:

## The Glass Sneaker
- Prima televisiva: 29 aprile 1965

### Trama
- Guest star: Angela Cartwright (Alice Vail), Maudie Prickett (Elsie Stepp)

## All the Weddings
- Prima televisiva: 6 maggio 1965

### Trama
- Guest star: Doris Singleton (Helen Morrison), Richard Reeves (ufficiale di polizia), Meredith MacRae (Sally Ann Morrison), Buck Taylor (Howard Sears)

## The Leopard's Spots
- Prima televisiva: 13 maggio 1965

### Trama
- Guest star: Susan Seaforth Hayes (Suzanne Boyer), Meredith MacRae (Sally Ann Morrison), Peter Helm (Norman Quigley), Don Voyne (Jack)

## Uncle Charley and the Redskins
- Prima televisiva: 20 maggio 1965

### Trama
- Guest star: